# Liga Mexicana de Béisbol 1995
La Temporada 1995 de la Liga Mexicana de Béisbol fue la edición 71. Se repitió la Serie Final de la temporada pasada pero ahora los Sultanes de Monterrey se coronaron campeones ganando 4 juegos a 0 a los Diablos Rojos del México. De esta forma consiguieron el séptimo título de su historia. El mánager campeón fue Derek Bryant.
Para esta temporada desaparecen los Industriales de Monterrey que son convertidos en los Broncos de Reynosa que regresaban a la liga después de su última aparición en 1982. 
El calendario constaba de 116 partidos divididos en dos vueltas. Se continúa con la división de equipos en Zona Norte y Zona Sur.

## Equipos participantes
| Liga Mexicana de Béisbol 1995 |                              |           |                                        |                                      |             |
| Zona                          | Equipo                       | Fundación | Ciudad                                 | Estadio                              | Capacidad   |
| Norte                         | Acereros del Norte           | 1974      | Monclova, Coahuila                     | Monclova                             | 8,500       |
| Norte                         | Algodoneros de Unión Laguna  | 1940      | Torreón, Coahuila                      | Revolución                           | 9,500       |
| Norte                         | Broncos de Reynosa           | 1963      | Reynosa, Tamaulipas                    | Adolfo López Mateos                  | 10,000      |
| Norte                         | Charros de Jalisco           | 1946      | Guadalajara, Jalisco                   | Tecnológico de la UDG                | 4,000       |
| Norte                         | Rieleros de Aguascalientes   | 1975      | Aguascalientes, Aguascalientes         | Alberto Romo Chávez                  | 6,494       |
| Norte                         | Saraperos de Saltillo        | 1970      | Saltillo, Coahuila                     | Francisco I. Madero                  | 16,000      |
| Norte                         | Sultanes de Monterrey        | 1939      | Monterrey, Nuevo León                  | Monterrey                            | 22,061      |
| Norte                         | Tecolotes de los Dos Laredos | 1940      | Nuevo Laredo, Tamaulipas Laredo, Texas | La Junta West Martin Field           | 7,800 5,000 |
| Sur                           | Diablos Rojos del México     | 1940      | México, D. F.                          | Seguro Social                        | 25,000      |
| Sur                           | Leones de Yucatán            | 1954      | Mérida, Yucatán                        | Kukulcán                             | 14,917      |
| Sur                           | Olmecas de Tabasco           | 1975      | Villahermosa, Tabasco                  | Centenario 27 de Febrero             | 8,500       |
| Sur                           | Pericos de Puebla            | 1938      | Puebla, Puebla                         | Hermanos Serdán                      | 12,100      |
| Sur                           | Petroleros de Minatitlán     | 1992      | Minatitlán, Veracruz                   | 18 de marzo de 1938                  | 7,500       |
| Sur                           | Piratas de Campeche          | 1980      | Campeche, Campeche                     | Venustiano Carranza                  | 6,000       |
| Sur                           | Rojos del Águila de Veracruz | 1903      | Veracruz, Veracruz                     | Deportivo Universitario "Beto Ávila" | 7,782       |
| Sur                           | Tigres Capitalinos           | 1955      | México, D. F.                          | Seguro Social                        | 25,000      |

## Posiciones

### Primera Vuelta
| Zona Norte     | Zona Norte | Zona Norte | Zona Norte | Zona Norte | Zona Norte |
| Equipo         | JG         | JP         | PCT        | JV         | PTS        |
| -------------- | ---------- | ---------- | ---------- | ---------- | ---------- |
| Reynosa        | 39         | 19         | .672       | -          | 8          |
| Saltillo       | 34         | 25         | .576       | 5.5        | 7          |
| Monterrey      | 31         | 27         | .534       | 8.0        | 6          |
| Aguascalientes | 30         | 28         | .517       | 9.0        | 5          |
| Dos Laredos    | 27         | 32         | .458       | 12.5       | 4.5        |
| Monclova       | 26         | 33         | .441       | 13.5       | 4          |
| Unión Laguna   | 22         | 36         | .379       | 17.0       | 3.5        |
| Jalisco        | 19         | 39         | .328       | 20.0       | 3          |

| Zona Sur   | Zona Sur | Zona Sur | Zona Sur | Zona Sur | Zona Sur |
| Equipo     | JG       | JP       | PCT      | JV       | PTS      |
| ---------- | -------- | -------- | -------- | -------- | -------- |
| México     | 39       | 18       | .684     | -        | 8        |
| Tigres     | 33       | 26       | .559     | 7.0      | 7        |
| Campeche   | 32       | 27       | .542     | 8.0      | 6        |
| Tabasco    | 30       | 27       | .526     | 9.0      | 5        |
| Puebla     | 29       | 29       | .500     | 10.5     | 4.5      |
| Yucatán    | 28       | 30       | .483     | 11.5     | 4        |
| Veracruz   | 26       | 33       | .441     | 14.0     | 3.5      |
| Minatitlán | 21       | 37       | .362     | 18.5     | 3        |

### Segunda Vuelta
| Zona Norte     | Zona Norte | Zona Norte | Zona Norte | Zona Norte | Zona Norte |
| Equipo         | JG         | JP         | PCT        | JV         | PTS        |
| -------------- | ---------- | ---------- | ---------- | ---------- | ---------- |
| Reynosa        | 34         | 21         | .618       | -          | 8          |
| Unión Laguna   | 34         | 21         | .618       | -          | 7          |
| Dos Laredos    | 35         | 22         | .614       | -          | 6          |
| Monterrey      | 34         | 22         | .607       | 0.5        | 5          |
| Saltillo       | 29         | 28         | .509       | 6.0        | 4.5        |
| Aguascalientes | 27         | 27         | .500       | 6.5        | 4          |
| Monclova       | 20         | 36         | .357       | 14.5       | 3.5        |
| Jalisco        | 11         | 43         | .204       | 22.5       | 3          |

| Zona Sur   | Zona Sur | Zona Sur | Zona Sur | Zona Sur | Zona Sur |
| Equipo     | JG       | JP       | PCT      | JV       | PTS      |
| ---------- | -------- | -------- | -------- | -------- | -------- |
| México     | 41       | 15       | .732     | -        | 8        |
| Tabasco    | 31       | 23       | .574     | 9.0      | 7        |
| Yucatán    | 31       | 25       | .554     | 10.0     | 6        |
| Campeche   | 28       | 27       | .509     | 12.5     | 5        |
| Tigres     | 29       | 28       | .509     | 12.5     | 4.5      |
| Puebla     | 23       | 34       | .404     | 18.5     | 4        |
| Minatitlán | 20       | 36       | .357     | 21.0     | 3.5      |
| Veracruz   | 19       | 38       | .333     | 22.5     | 3        |

### Global
| Zona Norte     | Zona Norte | Zona Norte | Zona Norte | Zona Norte | Zona Norte |
| Equipo         | JG         | JP         | PCT        | JV         | PTS        |
| -------------- | ---------- | ---------- | ---------- | ---------- | ---------- |
| Reynosa        | 73         | 40         | .646       | -          | 16         |
| Saltillo       | 63         | 53         | .543       | 11.5       | 11.5       |
| Monterrey      | 65         | 49         | .570       | 8.5        | 11         |
| Dos Laredos    | 62         | 54         | .534       | 12.5       | 10.5       |
| Unión Laguna   | 56         | 57         | .496       | 17.0       | 10.5       |
| Aguascalientes | 57         | 55         | .509       | 15.5       | 9          |
| Monclova       | 46         | 69         | .400       | 28.0       | 7.5        |
| Jalisco        | 30         | 82         | .268       | 42.5       | 6          |

| Zona Sur   | Zona Sur | Zona Sur | Zona Sur | Zona Sur | Zona Sur |
| Equipo     | JG       | JP       | PCT      | JV       | PTS      |
| ---------- | -------- | -------- | -------- | -------- | -------- |
| México     | 80       | 33       | .708     | -        | 16       |
| Tabasco    | 61       | 50       | .550     | 18.0     | 12       |
| Tigres     | 62       | 54       | .534     | 19.5     | 11.5     |
| Campeche   | 60       | 54       | .526     | 20.5     | 11       |
| Yucatán    | 59       | 55       | .518     | 21.5     | 10       |
| Puebla     | 52       | 63       | .452     | 29.0     | 8.5      |
| Veracruz   | 45       | 71       | .388     | 36.5     | 6.5      |
| Minatitlán | 41       | 73       | .360     | 39.5     | 6.5      |

| Clasificado a los playoffs |

## Juego de Estrellas
Para el Juego de Estrellas de la LMB se realizaron dos partidos contra la Liga de Texas. El primer partido se disputó el 11 de junio en el Cohen Stadium de El Paso, Texas ganando el equipo de la Liga Mexicana 3-2, en donde el dominicano Denio González de los Saraperos de Saltillo, representante de la LMB, fue elegido el Jugador Más Valioso del encuentro. El segundo partido se efectuó el 13 de junio en el Estadio Revolución en Torreón, Coahuila, casa de los Algodoneros de Unión Laguna, juego en que las estrellas de la Liga de Texas derrotaron a las mexicanas por pizarra de 5-1, en el cual el estadounidense Bill Mueller de Shreveport Captains fue designado como el MVP, representando a la Liga de Texas.

## Postemporada
Calificaron los 2 primeros lugares de cada zona de acuerdo al puntaje y de los 10 equipos restantes, calificaron los 2 mejores en porcentaje. Se enfrentaron los siguientes equipos:
|  | Primer Play off | Primer Play off |           |   | Finales de zona | Finales de zona |  |  | Serie Final | Serie Final |
|  |                 |                 |           |   |                 |                 |  |  |             |             |
|  |                 |                 |           |   |                 |                 |  |  |             |             |
|  |                 |                 |           |   |                 |                 |  |  |             |             |
|  |                 |                 |           |   |                 |                 |  |  |             |             |
|  | Monterrey       | 4               |           |   |                 |                 |  |  |             |             |
|  | Monterrey       | 4               |           |   |                 |                 |  |  |             |             |
|  | Saltillo        | 1               |           |   |                 |                 |  |  |             |             |
|  | Saltillo        | 1               | Monterrey | 4 |                 |                 |  |  |             |             |
|  | Zona Norte      |                 | Monterrey | 4 |                 |                 |  |  |             |             |
|  |                 | Reynosa         | 2         |   |                 |                 |  |  |             |             |
|  | Dos Laredos     | Reynosa         | 2         | 1 |                 |                 |  |  |             |             |
|  | Dos Laredos     |                 |           | 1 |                 |                 |  |  |             |             |
|  | Reynosa         | 4               |           |   |                 |                 |  |  |             |             |
|  | Reynosa         | 4               | Monterrey | 4 |                 |                 |  |  |             |             |
|  |                 |                 | Monterrey | 4 |                 |                 |  |  |             |             |
|  |                 | México          | 0         |   |                 |                 |  |  |             |             |
|  | Tigres          | México          | 0         | 4 |                 |                 |  |  |             |             |
|  | Tigres          |                 |           | 4 |                 |                 |  |  |             |             |
|  | Tabasco         | 1               |           |   |                 |                 |  |  |             |             |
|  | Tabasco         | 1               | Tigres    | 2 |                 |                 |  |  |             |             |
|  | Zona Sur        |                 | Tigres    | 2 |                 |                 |  |  |             |             |
|  |                 | México          | 4         |   |                 |                 |  |  |             |             |
|  | Campeche        | México          | 4         | 2 |                 |                 |  |  |             |             |
|  | Campeche        |                 |           | 2 |                 |                 |  |  |             |             |
|  | México          | 4               |           |   |                 |                 |  |  |             |             |
|  | México          | 4               |           |   |                 |                 |  |  |             |             |

## Designaciones
Bernardo Cuervo de los Piratas de Campeche y Raúl Páez de los Diablos Rojos del México fueron nombrados con el premio al Novato del Año.

## Acontecimientos relevantes

### Récords
- Ty Gainey (México) obtiene la triple corona de bateo. Sexto jugador en la historia del circuito en lograrlo.
- Francisco Córdova (México) llega a una racha de 26 juegos invicto, la cual es cortada en el cuarto y último juego de la Serie Final.
- El México impone récord de porcentaje más alto de ganados y perdidos en una temporada con .708. Ganó 80 y perdió 30.

### Juegos sin hit ni carrera
- 6 de junio: Roberto "Metralleta" Ramírez (México) contra Tabasco con pizarra de 2-0 en 7 entradas. La decisión fue controvertida pues el anotador oficial del Parque del Seguro Social, Roberto Kerlegand, había marcado un batazo como hit y posteriormente cambió la decisión a error.[2]
- 20 de junio: Julio Hernández (Veracruz) contra el México con pizarra de 1-0 en 7 entradas.
- 1 de julio: John Henry (Puebla) contra Veracruz con pizarra de 3-0 en 7 entradas.
- 2 de julio: Bernardo Cuervo (Campeche) contra Minatitlán con pizarra de 4-0 en 7 entradas.